# Удружење шпанских бораца 1936—1939.
Удружење шпанских бораца 1936—1939. (шп. Asociación de brigadistas yugoslavos  1936—1939) је организација која окупља потомке и поштоваоце југословенских добровољаца у Шпанском грађанском рату, вођеном од 1936. до 1939. године и бави се неговањем антифашистичких традиција и развијањем међународних односа. Основано је марта 1946. под називом Удружење југословенских добровољаца шпанске републиканске војске, али је колоквијално називано Удружење шпанских бораца. Због доприноса својих чланова у антифашистчкој борби у Шпанији (1936—1939) и Југославији (1941—1945) Удружење је 1971. одликовано Орденом народног хероја

## Историјат
Удружење је основано 19. марта 1946. у Београду на Оснивачком конгресу одржаном у великој сали Дома Југословенске армије. Конгрес, коме су поред бивших добровољаца из Југославије, као гости присуствовале делегације бораца Интернационалних бригада из Пољске, Чехословачке, Бугарске, Румуније, Мађарске, Албаније и Аустрије, отворио је Вељко Влаховић члан Иницијативног комитета. Током рада Конгреса Божидар Масларић је поднео реферат о учешћу југословенских добровољаца у Шпанском грађанском рату, након чега су изгласана Правила удружења и изабрана Управа удружења, у коју су ушли — Божидар Масларић, председник; Отмар Креачић, први секретар; Бранко Спасић, други секретар; Влада Лончаревић, благајник и чланови Управе: Вељко Влаховић, Влајко Беговић, Алеш Беблер, Макс Баће, Коста Дењевеки. За чланове Надзорног одбора изабрани су Гојко Николиш, Димитрије Георгијевић и Иво Вејвода. Рад удружења под називом Удружење југословенских добровољаца шпанске републиканске војске 1936—1939 (шп. Asociación de los voluntarios yugoslavos en el Ejército de la Republica española 1936—1939) одобрен је од стране Министарства унутрашњих послова ФНРЈ 19. јула 1946. године. Приликом оснивања Удружење је имало око 400 чланова, који су се током Шпанског грађанског рата у редовима шпанске Народне републиканске армије и Интернационалних бригада борили против делова Шпанске војске, предвођене генералом Франциском Франком, припадника Фаланге, као и немачко-италијанских добровољаца.
Удружење је прихватало све програмске задатке Савеза удружења бораца народноослободилачког рата Југославије (СУБНОР), чији је било колективни члан. Бавило се проблематиком својих чланова - решавањем њихове материјалне ситуације и друге помоћи. До распада Југославије, деловало је на територији читаве СФРЈ, а потом само на територији Србије и Црне Горе. Као важније године у раду Удружења, могу се издвојити: 
- 1971. година
  - издат Зборник „Шпанија 1936-1939“ у пет књига са укупно преко 2.000 страница, у којима су штампани прилози 220 шпанских бораца
  - Председник СФРЈ Јосип Броз Тито одликовао Удружење Орденом народног хероја
- 1972. година

- - Савезна скупштина донела „Закон о основним правима бораца шпанског ослободилачког и револуционарног рата“. Овим законом је свим шпанским борцима, који су могли да докажу непрекидно учешће у антифашистичкој борби иако нису могли да се врате у Југославију током рата и прикључе се Народноослободилачкој борби, признат статус „првобораца“, тј добили су иста права као и носиоци Партизанске споменице 1941.
- 1977. година
  - Удружење организовало прву посету Шпанији, после смрти Франсиска Франка 1975. године. Посети је присуствовало 48 шпанских бораца.
- 2006. година
  - Шпански краљ Хуан Карлос одиковао је Лазара Латиновића, председника Удружења, Орденом за грађанске заслуге, у знак признања њему и свим југословенским добровољцима.
- 2009. година
  - 21. априла у Калифорнији преминуо Милојко Теофиловић (1914—2009) последњи шпански борац.

Председник СФРЈ Јосипа Броза Тита је 26. септембра 1971. за истакнути беспримерни хероизам који су испољили чланови Удружења шпанских бораца Југославије у борби против реакције и фашистима у Шпанском грађанском рату, као и херојска дела учињена у току Народноослободилачког рата у борби против непријатеља за ослобођење наше земље Удружење шпанских бораца одликовао Орденом народног хероја.

## Конгреси
- Оснивачки конгрес Удружења југословенских добровољаца шпанске републиканске војске одржан 19. марта 1946. у Београду
- Други конгрес Удружења југословенских добровољаца шпанске републиканске војске одржан октобра 1956. у Београду
- Трећи конгрес Удружења југословенских добровољаца шпанске републиканске војске одржан 14. априла 1966. у Београду
- Четврти конгрес Удружења југословенских добровољаца шпанске републиканске војске одржан 27. и 28. септембра 1971. у Љубљани
- Пети конгрес Удружења југословенских добровољаца шпанске републиканске војске одржан 27. и 28. маја 1976. у Сплиту
- Шести конгрес Удружења југословенских добровољаца шпанске републиканске војске одржан 1981. у Београду